# Vestland
Vestland ou Condado de Vestland (em norueguês: Vestland fylke) é um dos 15 condados da Noruega. Está situado no sudoeste do país. É limitado a norte pelo condado de Møre og Romsdal, a leste pelos condados de Vestfold og Telemark, Viken e Innlandet, a sul pelo condado de Rogaland e a oeste pelo Mar da Noruega.

O atual condado de Vestland foi criado em 1 de janeiro de 2020 pela fusão dos antigos condados de Hordaland e Sogn og Fjordane.
O seu centro político e administrativo está na cidade de Bergen. A sua língua administrativa é o Norueguês Nynorsk.

## Comunas
O condado de Vestland abrange 43 comunas desde a Reforma Regional da Noruega em 2020.

- Alver
- Askvol
- Askøy
- Aurland
- Austevoll
- Austrheim
- Bergen
- Bjørnafjorden
- Bremanger
- Bømlo
- Eidfjord
- Etne
- Fedje
- Fitjar
- Fjaler
- Gloppen
- Gulen
- Hyllestad
- Høyanger
- Kinn
- Kvam
- Kvinnherad
- Luster
- Lærdal
- Masfjorden
- Modalen
- Osterøy
- Samnanger
- Sogndal
- Solund
- Stad
- Stord
- Stryn
- Sunnfjord
- Sveio
- Tysnes
- Ullensvang
- Ulvik
- Vaksdal
- Vik
- Voss
- Øygarden
- Årdal

## Galeria

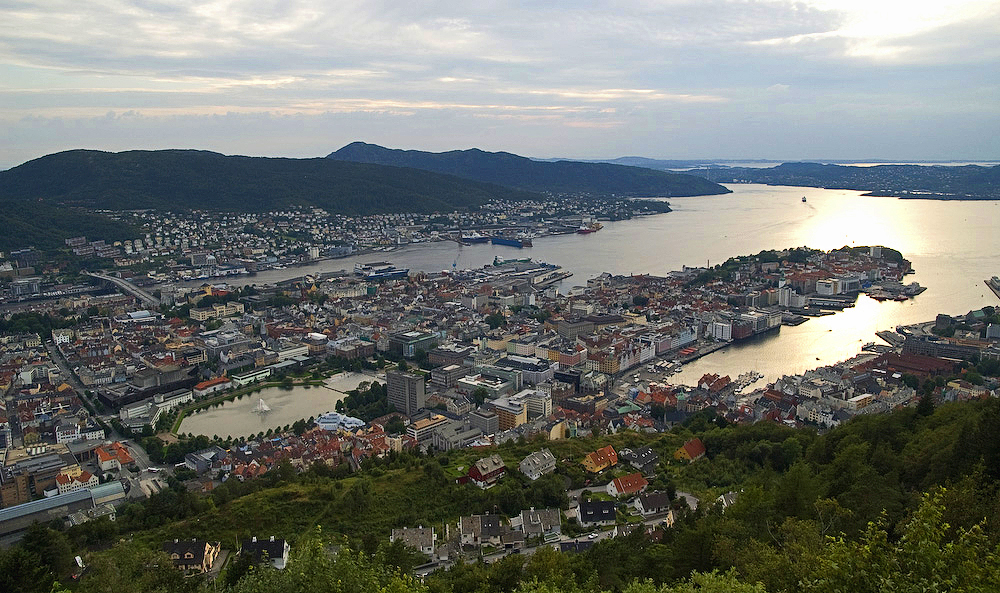
A cidade de Bergen
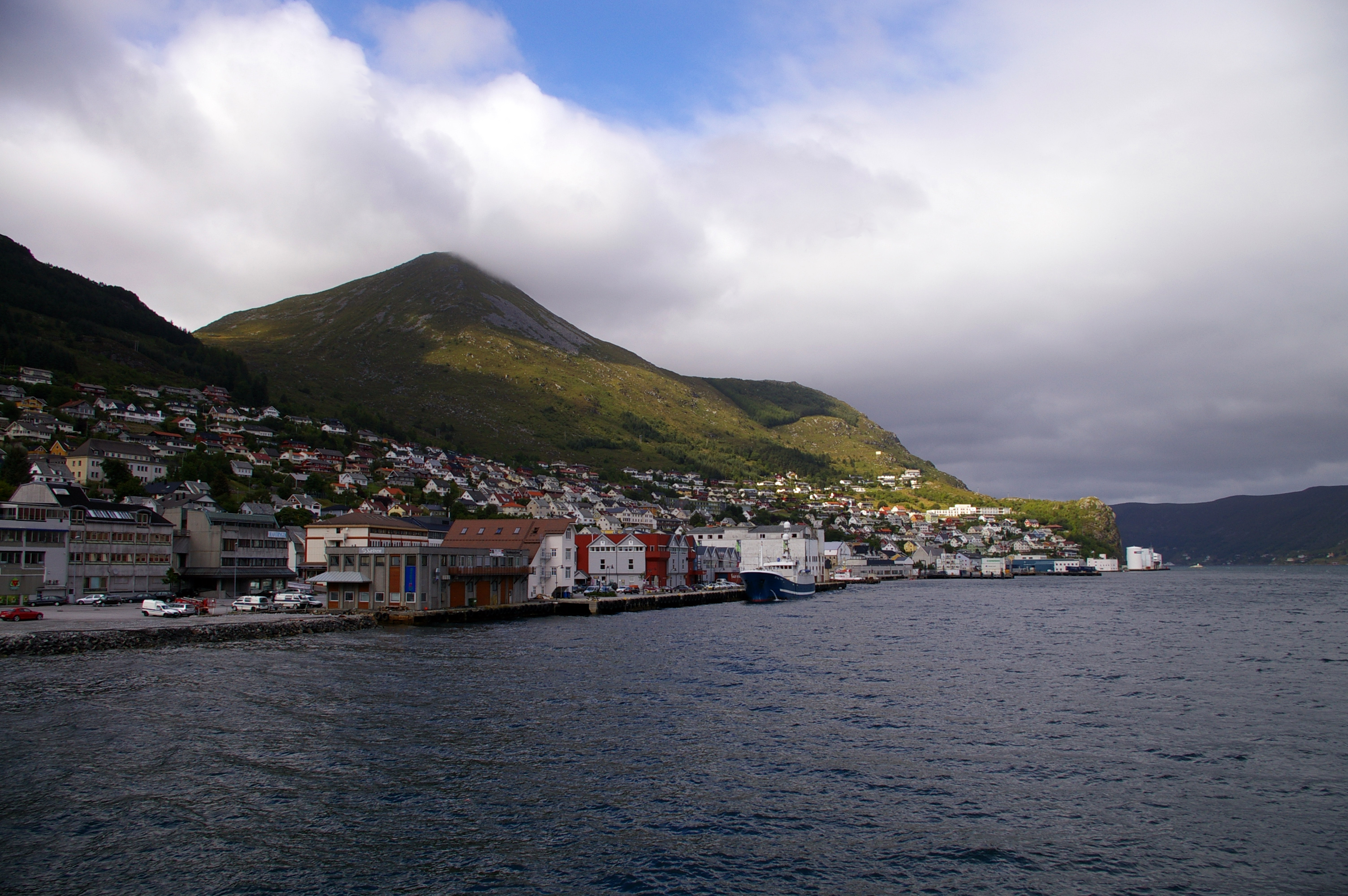
A cidade piscatória de Måløy